# الکس فراست
الکس فراست (به انگلیسی: Alex Frost) (زاده ۱۷ فوریه ۱۹۸۷) بازیگر آمریکایی است. از فیلم‌های او می‌توان به دریل‌بیت تیلور، نوع شرور و فیل اشاره کرد.